# John Lonsdale
Pour les articles homonymes, voir Lonsdale.
John Lonsdale (17 janvier 1788 - 19 octobre 1867) est le troisième directeur du King's College de Londres, et est plus tard évêque de Lichfield.

## Biographie
Né le 17 janvier 1788 à Newmillerdam, près de Wakefield, il est le fils aîné de John Lonsdale (1737–1800), vicaire de Darfield et vicaire perpétuel de Chapelthorpe et d'Elizabeth Steer. Il fait ses études à Eton sous Joseph Goodall, qui le considérait comme le meilleur érudit latin qu'il ait jamais eu. Il va en 1806 à Cambridge et devient Fellow of King's en 1809.
Lonsdale est admis à Lincoln's Inn en 1811, mais est ordonné dans l'Église d'Angleterre en octobre 1815. Le mois suivant, il se marie et est peu de temps après nommé aumônier de l'archevêque Charles Manners-Sutton et prédicateur adjoint à l'Église du Temple. En 1822, l'archevêque lui donne le presbytère de Mersham dans le Kent, qu'il quitte en 1827 pour un poste prébendal à la Cathédrale de Lincoln.
Lonsdale passe en 1828 au précentorat du diocèse de Lichfield, plus tard échangé contre une prébende à la cathédrale Saint-Paul. La même année, il devient recteur de St George's, Bloomsbury, où il reste jusqu'en 1834. En 1836, il est choisi comme prédicateur de Lincoln's Inn et obtient le presbytère de Southfleet, près de Gravesend.

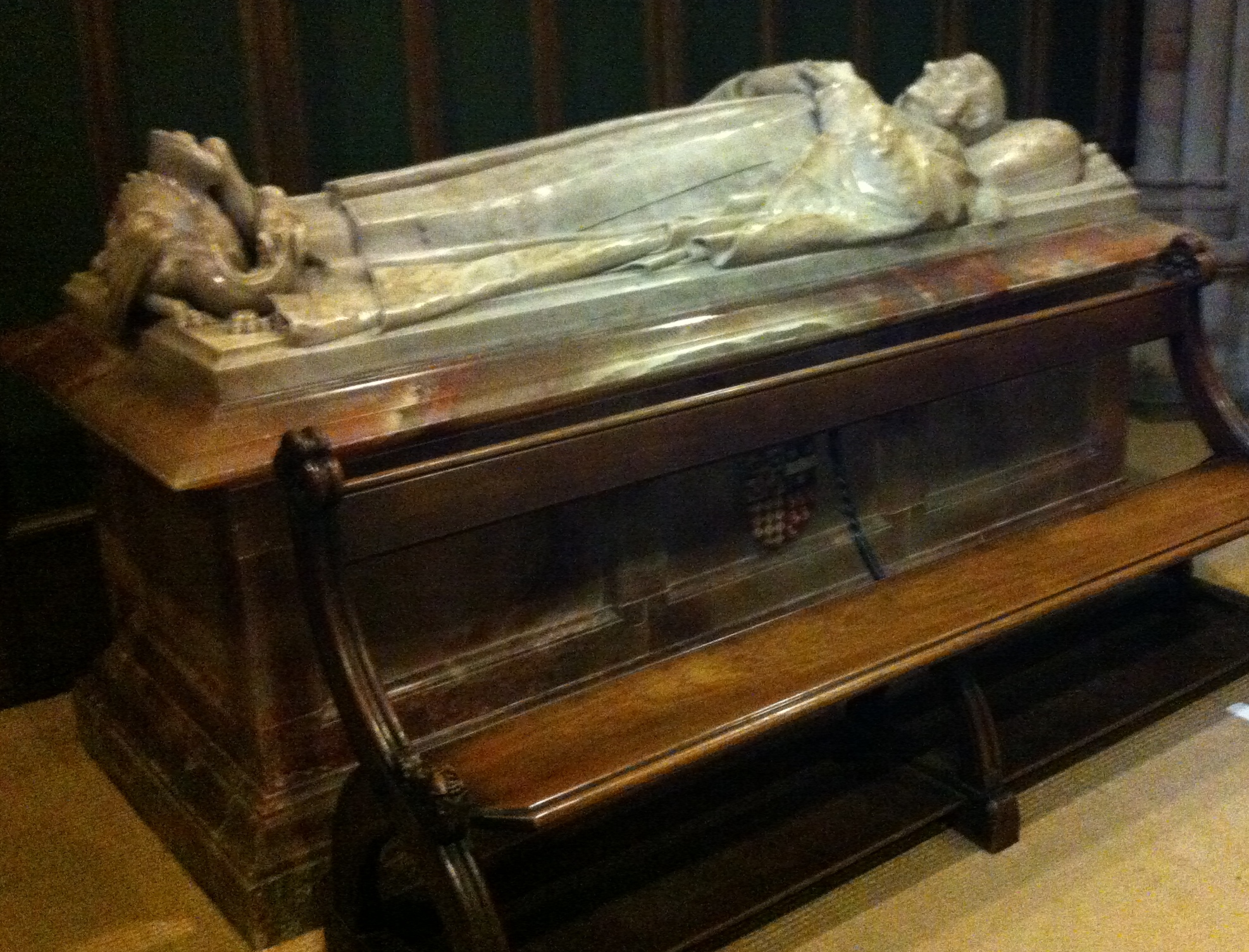
Monument dedié à John Lonsdale (Cathédrale de Lichfield)

En 1839, Lonsdale est élu directeur du King's College de Londres. Le collège prospère sous son administration et l'hôpital est principalement fondé par lui. En 1840, il est élu doyen d'Eton, mais refuse la nomination en faveur de Francis Hodgson, qui a été nommé par la Couronne, mais refusé par les fellows au motif d'une qualification académique insuffisante. En 1842, il est fait archidiacre de Middlesex et, en octobre 1843, est élevé au siège de Lichfield et consacré le 3 décembre. Il n'est pas disposé à accepter l'offre, mais après avoir consulté l'archevêque de Cantorbéry et l'évêque de Londres, il constate qu'elle a été faite sur leur recommandation. Son épiscopat se déroule sans incident, sauf en ce qui concerne l'extension de l'église. Il règle une controverse concernant la création du Lichfield Theological College. Ses sympathies vont à la Haute Église ; mais il proteste contre le retrait du poste de professeur de Frederick Denison Maurice, et condamne la loi existante sur le mariage avec la sœur d'une épouse décédée, bien qu'il n'ait pas voté pour son abrogation.
Lonsdale meurt subitement à son domicile du château d'Eccleshall le 19 octobre 1867 de la rupture d'un vaisseau sanguin dans le cerveau. Un monument lui est dédié dans la Cathédrale de Lichfield.

## Travaux
Lonsdale édite Les quatre évangiles, avec annotations (1849), avec William Hale (en). Son dernier sermon, prêché la veille de sa mort, avec quelques autres, et une sélection de ses vers latins, sont annexés à sa biographie écrite par son gendre, Lord Grimthorpe.

## Famille
Lonsdale épouse en 1815 Sophia, fille de John Bolland, décédé en 1852, et a :
1. James Gylby Lonsdale, universitaire ;
2. John Gylby, chanoine de Lichfield, dont la fille Sophia est une anti-suffragiste reconnue [3] ;
3. Fanny Catherine, épouse Edmund Beckett (1er baron Grimthorpe) ;
4. Sophia, épouse le Rév. William Bryans ;
5. Lucy Maria[2].